# Damernas 500 meter i short track vid olympiska vinterspelen 2014
Damernas 500 meter i short track vid olympiska vinterspelen 2014 hölls i anläggningen Iceberg skridskopalats, i Sotji, Ryssland den 10-13 februari 2014. Tävlingen bestod först av ett antal heat som sedan följdes av kvartsfinaler, semifinaler och till sist finaler. Heaten kördes den 10:e medan både kvartsfinal, semifinal och final kördes den 13:e.

## Medaljörer
| Spel               | Guld             | Silver                | Brons               |
| Damernas 500 meter | Li Jianrou (CHN) | Arianna Fontana (ITA) | Park Seung-Hi (KOR) |

## Schema
Alla tider är i (UTC+4).
| Datum       | Tid   | Omgång             |
| ----------- | ----- | ------------------ |
| 10 februari | 14:27 | Kvalificeringsheat |
| 13 februari | 14:00 | Kvartsfinal        |
| 13 februari | 15:10 | Semifinal          |
| 13 februari | 16:05 | Final              |

## Resultat

### Kvalomgångar
| Pl. | Namn               | Nation        | Tid    |
| --- | ------------------ | ------------- | ------ |
| 1   | Liu Qiuhong        | Kina          | 43,542 |
| 2   | Kim A-Lang         | Sydkorea      | 43,919 |
| 3   | Lara van Ruijven   | Nederländerna | 44,023 |
| —   | Tatiana Borodulina | Ryssland      | —      |

| Pl. | Namn              | Nation         | Tid    |
| --- | ----------------- | -------------- | ------ |
| 1   | Elise Christie    | Storbritannien | 44,775 |
| 2   | Sofia Prosvirnova | Ryssland       | 44,940 |
| 3   | Yui Sakai         | Japan          | 45,051 |
| 4   | Andrea Keszler    | Ungern         | 45,215 |

| Pl. | Namn                | Nation         | Tid    |
| --- | ------------------- | -------------- | ------ |
| 1   | Jorien ter Mors     | Nederländerna  | 44,262 |
| 2   | Charlotte Gilmartin | Storbritannien | 44,440 |
| 3   | Martina Valcepina   | Italien        | 44,493 |
| 4   | Biba Sakurai        | Japan          | 44,628 |

| Pl. | Namn              | Nation    | Tid      |
| --- | ----------------- | --------- | -------- |
| 1   | Park Seung-Hi     | Sydkorea  | 44,180   |
| 2   | Emily Scott       | USA       | 45,210   |
| 3   | Agnė Sereikaitė   | Litauen   | 45,356   |
| 4   | Véronique Pierron | Frankrike | 1.12,278 |

| Pl. | Namn               | Nation        | Tid    |
| --- | ------------------ | ------------- | ------ |
| 1   | Marianne St-Gelais | Kanada        | 43,729 |
| 2   | Yara van Kerkhof   | Nederländerna | 44,044 |
| 3   | Ayuko Ito          | Japan         | 44,174 |
| 4   | Inna Simonova      | Kazakstan     | 44,387 |

| Pl. | Namn                 | Nation  | Tid    |
| --- | -------------------- | ------- | ------ |
| 1   | Arianna Fontana      | Italien | 43,568 |
| 2   | Li Jianrou           | Kina    | 43,633 |
| 3   | Patrycja Maliszewska | Polen   | 44,154 |
| —   | Alyson Dudek         | USA     | —      |

| Pl. | Namn            | Nation   | Tid      |
| --- | --------------- | -------- | -------- |
| 1   | Fan Kexin       | Kina     | 43,356   |
| 2   | Jessica Hewitt  | Kanada   | 43,447   |
| 3   | Valeriya Reznik | Ryssland | 45,349   |
| 4   | Jessica Smith   | USA      | 1.13,344 |

| Pl. | Namn              | Nation    | Tid    |
| --- | ----------------- | --------- | ------ |
| 1   | Valérie Maltais   | Kanada    | 44,093 |
| 2   | Shim Suk-Hee      | Sydkorea  | 44,197 |
| 3   | Veronika Windisch | Österrike | 44,586 |
| 4   | Elena Viviani     | Italien   | 44,623 |

#### Kvartsfinaler
| Pl. | Namn                | Nation         | Tid    |
| --- | ------------------- | -------------- | ------ |
| 1   | Park Seung-Hi       | Sydkorea       | 43,392 |
| 2   | Marianne St-Gelais  | Kanada         | 43,595 |
| 3   | Yara van Kerkhof    | Nederländerna  | 43,888 |
| 4   | Charlotte Gilmartin | Storbritannien | 44,279 |

| Pl. | Namn           | Nation         | Tid      |
| --- | -------------- | -------------- | -------- |
| 1   | Fan Kexin      | Kina           | 43,288   |
| 2   | Elise Christie | Storbritannien | 43,402   |
| 3   | Emily Scott    | USA            | 44,709   |
| 4   | Jessica Hewitt | Kanada         | 1.00,971 |

| Pl. | Namn              | Nation        | Tid    |
| --- | ----------------- | ------------- | ------ |
| 1   | Liu Qiuhong       | Kina          | 43,478 |
| 2   | Jorien ter Mors   | Nederländerna | 43,572 |
| 3   | Kim A-Lang        | Sydkorea      | 43,673 |
| 4   | Sofia Prosvirnova | Ryssland      | 43,862 |

| Pl. | Namn            | Nation   | Tid    |
| --- | --------------- | -------- | ------ |
| 1   | Arianna Fontana | Italien  | 43,405 |
| 2   | Li Jianrou      | Kina     | 43,486 |
| 3   | Valérie Maltais | Kanada   | 43,550 |
| 4   | Shim Suk-Hee    | Sydkorea | 43,572 |

#### Semifinaler
| Pl. | Namn               | Nation        | Tid    |
| --- | ------------------ | ------------- | ------ |
| 1   | Park Seung-Hi      | Sydkorea      | 43,611 |
| 2   | Arianna Fontana    | Italien       | 43,624 |
| 3   | Marianne St-Gelais | Kanada        | 44,069 |
| 4   | Jorien ter Mors    | Nederländerna | 44,242 |

| Pl. | Namn           | Nation         | Tid      |
| --- | -------------- | -------------- | -------- |
| 1   | Elise Christie | Storbritannien | 43,837   |
| 2   | Li Jianrou     | Kina           | 43,841   |
| 3   | Liu Qiuhong    | Kina           | 43,916   |
| 4   | Fan Kexin      | Kina           | 1.24,431 |

### Finaler

#### Final B (kvalomgång)
| Pl. | Namn               | Nation        | Tid    |
| --- | ------------------ | ------------- | ------ |
| 4   | Liu Qiuhong        | Kina          | 44,188 |
| 5   | Fan Kexin          | Kina          | 44,297 |
| 6   | Jorien ter Mors    | Nederländerna | 44,311 |
| 7   | Marianne St-Gelais | Kanada        | 44,359 |

#### Final A (medaljomgång)
| Pl. | Namn            | Nation         | Tid    |
| --- | --------------- | -------------- | ------ |
| 1   | Li Jianrou      | Kina           | 45,263 |
| 2   | Arianna Fontana | Italien        | 51,250 |
| 3   | Park Seung-Hi   | Sydkorea       | 54,207 |
| —   | Elise Christie  | Storbritannien | —      |